# Выборы в Думу Чукотского автономного округа (2021)
Выборы депутатов Думы Чукотского автономного округа седьмого созыва проходили в Чукотском автономном округе с 17 по 19 сентября 2021 года в единый день голосования, одновременно с выборами в Государственную думу РФ.
Выборы прошли по смешанной избирательной системе: из 15 депутатов 9 были избраны по партийным спискам (пропорциональная система), другие 6 — по трёхмандатным округам (мажоритарная система). Для попадания в думу по пропорциональной системе партиям необходимо преодолеть 5%-й барьер. Срок полномочий депутатов — пять лет.
На 1 июля 2021 года в автономном округе были зарегистрированы 32 641 избиратель; на момент голосования — 28 854). Явка составила 57,80 %.

## Участники

### Выборы по партийным спискам
| 1                                                                                      | ЛДПР — Либерально-демократическая партия России | Владимир Жириновский • Юлия Бутакова • Наталья Перфильева | 15 | зарегистрирован    |
| 2                                                                                      | Единая Россия                                   | Роман Копин • Елена Евтюхова • Валентина Рудченко         | 16 | зарегистрирован    |
| 3                                                                                      | Коммунистическая партия Российской Федерации    | Владимир Гальцов • Елена Ярыгина • Зарема Дамирова        | 10 | зарегистрирован    |
| 4                                                                                      | Справедливая Россия                             | Антон Лобанов • Александр Семериков • Евгений Подлесный   | 12 | зарегистрирован    |
| —                                                                                      | Коммунисты России                               | Максим Сурайкин • Александр Абрамович • Анастасия Гузей   | 15 | не зарегистрирован |
| *Без учёта выбывших кандидатов. Общее число кандидатов должно быть от 9 до 16 человек. |                                                 |                                                           |    |                    |

### Выборы по округам
По 2 трёхмандатным округам кандидаты выдвигались как партиями, так и путём самовыдвижения. Кандидатам требовалось собрать 3 % подписей от числа избирателей соответствующего трёхмандатного округа.
| Партия | Партия                                          | Кандидатов | Кандидатов       |
| Партия | Партия                                          | Выдвинуто  | Зарегистрировано |
| ------ | ----------------------------------------------- | ---------- | ---------------- |
|        | Единая Россия                                   | 6          | 6                |
|        | Коммунистическая партия Российской Федерации    | 1          | 1                |
|        | ЛДПР — Либерально-демократическая партия России | 1          | 1                |
|        | Самовыдвижение                                  | 3          | 3                |
| Всего  | Всего                                           | 11         | 11               |

| № | Округ     | Состав                                                                                            | Избирателей |
| - | --------- | ------------------------------------------------------------------------------------------------- | ----------- |
| 1 | Восточный | городской округ Анадырь, городской округ Эгвекинот, Провиденский городской округ, Чукотский район | 17 533      |
| 2 | Западный  | Анадырский район, Билибинский район, городской округ Певек                                        | 15 108      |

## Результаты
| Место                      | Место                      | Партия                     | по окружным спискам | по окружным спискам | по окружным спискам | по окружным спискам | по трёх- мандатным округам | всего         | всего | всего | всего |
| Место                      | Место                      | Партия                     | Голоса              | %                   | +/- %               | Получено мест       | Получено мест              | Получено мест | +/-   | %     | +/- % |
| -------------------------- | -------------------------- | -------------------------- | ------------------- | ------------------- | ------------------- | ------------------- | -------------------------- | ------------- | ----- | ----- | ----- |
|                            | 1.                         | «Единая Россия»            | 7468                | 44,86 %             | ▼16,8 %             | 6 (▲2)              | 5 (▼1)                     | 11            | ▲1    | 73 %  | ▲7 %  |
|                            | 2.                         | ЛДПР                       | 3696                | 22,20 %             | ▲2,52 %             | 1 (▼1)              | 0 (▬)                      | 1             | ▼1    | 6 %   | ▼7 %  |
|                            | 3.                         | КПРФ                       | 2648                | 15,91 %             | ▲7,12 %             | 1 (▼1)              | 0 (▬)                      | 1             | ▼1    | 6 %   | ▼7 %  |
|                            | 4.                         | «Справедливая Россия»      | 2040                | 12,26 %             | ▲6,82 %             | 1 (▬)               | 0 (▬)                      | 1             | 0 (▬) | 6 %   | ▬7 %  |
|                            |                            |                            |                     |                     |                     |                     |                            |               |       |       |       |
|                            |                            | Самовыдвижение             |                     |                     |                     |                     | 1 (▲)                      | 1             | ▲1    | 6 %   | ▲7 %  |
| Недействительные бюллетени | Недействительные бюллетени | Недействительные бюллетени | 787                 | 2.73 %              |                     |                     |                            |               |       |       |       |
| Всего                      | Всего                      | Всего                      | 16 646              | 100 %               | —                   | 9 (▬)               | 6 (▬)                      | 15            | ▬     | 100 % | —     |